# Wadena County
Wadena County er et county i den amerikanske delstat Minnesota. Wadena County ligger i den centrale del af delstaten og grænser op til Hubbard County i nord, Cass County i øst, Todd County i syd, Otter Tail County i sydvest og mod Becker County i nordvest.
Wadena Countys totale areal er 1.406 km² hvoraf 21 km² er vand. I 2000 havde Wadena County 13.713 indbyggere. Det administrative centrum ligger i byen Wadena som også er største by i Wadena County.
46°35′N 94°58′V / 46.58°N 94.96°V